# اوکتیابرسکی (شهرستان دووانسکی، باشقیرستان)
اوکتیابرسکی (انگلیسی: Oktyabrsky, Duvansky District, Republic of Bashkortostan) یک شهرک در شهرستان دووانسکی در استان باشقیرستان کشور روسیه است.